# Битоков, Тимур Викторович
Тиму́р Ви́кторович Бито́ков (род. 13 марта 1984, Нальчик) — российский футболист, защитник. С 2024 года — главный тренер клуба «Спартак-Нальчик».

## Карьера

### Клубная
Футболом начал заниматься в Кабардино-Балкарии, откуда в возрасте тринадцати лет перебрался в спортинтернат московского «Локомотива». Однако заиграть в составе железнодорожников у Битокова не получилось. С 2001 по 2003 год молодой защитник выступал за дубль столичного клуба (провёл 10 матчей), потом получил серьёзную травму задней крестообразной связки коленного сустава. Восстановившись, Тимур вернулся на родину. В 2004—2005 годах выступал в составе нальчикского «Спартака» в первом дивизионе России, а в 2006 году вместе с клубом дебютировал в премьер-лиге, сыграл 24 матча. Своей уверенной и стабильной игрой Тимур заслужил вызов в молодёжную сборную России на товарищеский матч против сверстников из Беларуси, но на поле так и не вышел.
20 февраля 2007 года Битоков заключил пятилетний контракт с самарскими «Крыльями Советов». Дебют Тимура в новом клубе состоялся 29 апреля в домашней встрече 7-го тура против пермского «Амкара». Этот матч так и остался единственным для Битокова в основном составе волжан. Фактически этот год защитник пропустил во многом из-за травм. В начале 2008 года игрок готовился к сезону с дублирующим составом «Крыльев», ожидалось, что он перейдёт в другой клуб, но в итоге в заявку какой-либо команды Битоков так и не попал.
Летом 2008 года он расторг контракт с самарским клубом по обоюдному согласию, а в октябре приступил к тренировкам в родном нальчикском «Спартаке». После прохождения предсезонных сборов Битоков заключил с нальчанами контракт. В сезоне 2009 года провёл семь встреч за молодёжный состав нальчан, а также одну игру в розыгрыше кубка страны. В конце августа 2009 года Тимур, не имея постоянной игровой практики, покинул команду.
В дальнейшем Тимур пробовал свой силы в клубах низших лиг «Дружбе» из Майкопа и петрозаводской «Карелии», но длительное отсутствие игровой практики и старые травмы не позволили ему выйти на прежний уровень.

### Тренерская
В 2011 году Битоков по приглашению, на тот момент, коммерческого директора ПФК «Спартак-Нальчик» Ахмедхана Журтова стал играющим тренером любительского клуба ГорИс-179 из Нальчика. Под его руководством команда заняла девятую строчку в первой лиге первенства, а также дошла до финала кубка республики. После чего Тимур принял решение возглавить команду юных воспитанников 31 школы города Нальчика, завершив карьеру игрока. Руководить командой ему помогают известный в республике детский тренер Гия Георгиевич Лобжанидзе и директор школы Анзор Егожев. Под руководством Битокова коллектив стал победителем розыгрыша зимнего первенства республики 2012/13 среди взрослых команд.

## Статистика выступлений
| Команда                          | Сезон            | Чемпионат        | Чемпионат | Чемпионат | Кубок | Кубок | Итого | Итого |
| Команда                          | Сезон            | Уров.            | Игры      | Голы      | Игры  | Голы  | Игры  | Голы  |
| -------------------------------- | ---------------- | ---------------- | --------- | --------- | ----- | ----- | ----- | ----- |
| Спартак (Нальчик)                | 2004             | II               | 13        | 0         | 1     | 0     | 14    | 0     |
| Спартак (Нальчик)                | 2005             | II               | 23        | 0         | 1     | 1     | 24    | 1     |
| Спартак (Нальчик)                | 2006             | I                | 24        | 0         | 0     | 0     | 24    | 0     |
| Спартак (Нальчик)                | Итого            | Итого            | 60        | 0         | 2     | 1     | 62    | 1     |
| Крылья Советов (Самара)          | 2007             | I                | 1         | 0         | 0     | 0     | 1     | 0     |
| Спартак-Нальчик                  | 2009             | I                | 0         | 0         | 1     | 0     | 1     | 0     |
| Динамо-Нефтяник (Нефтекумск)     | 2010             | V                | 2         | 0         | 0     | 0     | 2     | 0     |
| Дружба (Майкоп)                  | 2010             | III              | 2         | 0         | 1     | 0     | 3     | 0     |
| Карелия-Дискавери (Петрозаводск) | 2011/12          | IV               | 6         | 0         | 0     | 0     | 6     | 0     |
| Всего за карьеру                 | Всего за карьеру | Всего за карьеру | 71        | 0         | 4     | 1     | 75    | 1     |

Источники:
- Статистика выступлений на любительском уровне взята со спортивного медиа-портала FootballFacts.ru